# Bettada Thunga, Piriyapatna
Bettada Thunga là một làng thuộc tehsil Piriyapatna, huyện Mysore, bang Karnataka, Ấn Độ.